# 塞拉门尼斯

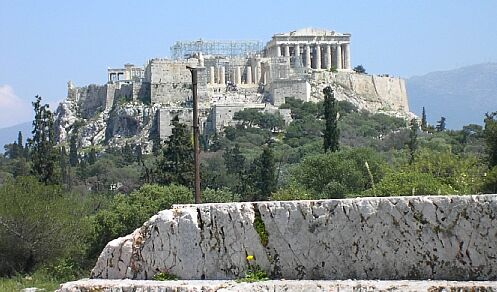
雅典普尼克斯的演讲台，塞拉门尼斯及其他政治人物曾在该处发表演说。图中的背景为雅典卫城。

塞拉门尼斯（羅馬化：Thēraménēs, 前411年—前404年在位），是一名雅典政治人物，在伯罗奔尼撒战争的最后十年中声名显赫。他曾参与了雅典的两代寡头政府，并在前406年参与了对阿吉纽西战役指挥将军的审判。作为寡头执政者中的温和派，他游走与民主派与极端寡头派之间。前411年，他成功地组建了一个更广泛的寡头政府；然而在前404年，他却未能再次达到这一目标，反而遭其反对的极端寡头派处决。